# Bridear
Bridear ist eine im Jahr 2011 gegründete japanische Power-Metal-Band aus Fukuoka.

## Geschichte
Bridear wurde im Jahr 2011 in Fukuoka gegründet und besteht nach mehreren Wechseln in der Besetzung im November des Jahres 2021 aus Sängerin Kimi, den beiden Gitarristinnen Misaki und Ayumi, der Bassistin Haru sowie aus Schlagzeugerin Natsumi.
Im Jahr 2012 erschienen mit Pray/Another Name und Thread of the Light/Roulette eine Demo bzw. eine Single, ehe im Jahr darauf die Extended Play Overturn the Doom bei Movement Records verlegt wurde. In den folgenden beiden Jahren erschien mit Light in the Dark/No Salvation und Dear Bride eine weitere Single sowie ein Live-Album. Im März des Jahres 2016 brachte die Band mit Baryte schließlich ihr Debütalbum heraus, welches bei Radtone Music erschien, welches die Gruppe mit einer ausgedehnten Tournee durch Japan bewarb. Auch die 2017 veröffentlichte EP Rise erschien über Radtone. Im Jahr darauf erschien mit Helix eine weitere EP, die dieses Mal beim japanischen Zweig von Universal Music erschien. Außerdem erschien 2018 mit Live Tour 2018 Marcasite ein weiteres Live-Album. Im Jahr 2019 wechselte die Gruppe zum japanischen Label Avex Trax und brachte Ende gleichen Jahres mit Expose Your Emotions ihr zweites Studioalbum auf dem Markt. Im Mai 2021 veröffentlichte Bridear mit Bloody Bride ihr nunmehr drittes Album, welches international bei Setsuzoku Records erschien. Im September und Oktober 2021 tourte die Gruppe durch mehrere europäische Städte.

## Stil
Laut Fabian Zeitlinger von Metalinside.de heben sich Bridear von anderen japanischen Girlbands ab, da sie moderner klingen. Zeitlinger beschreibt die Musik von Bridear mehr als eine metalisierte Version von Band-Maid als ein melodisches Power-Metal-Outfit wie Aldious oder Lovebites. Auf Bloody Bride wandelt die Gruppe zwischen aggressiven Power Metal mit Doublebass und poppigen Alternative Metal. Die Texte werden in japanischer sowie in englischer Sprache geschrieben. In einer Besprechung auf dem englischsprachigen Musikportal JRocknews heißt es, die Musik auf Bloody Bride sei eine Hochzeit zwischen Hard Rock und Progressive Metal. Der Rezensent bezeichnet das Werk als einen würdigen Nachfolger von Expose Your Emotions. Shawn Kupfer beschreibt die Musik in seiner Besprechung für Idioteq.com als temporeichen Power Metal mit der Sensibilität der Popmusik. Die Musik rufe in ihm eine Erinnerung an die Blue-Blood-Ära von X Japan hervor. Er resümierte, dass die Musik von Bridear die DNA des New Wave of American Heavy Metal teile, dennoch aber auch eigene Wege beschreite.

## Diskografie
- 2012: Pray/Another Name (Demo, Selbstverlag)
- 2012: Thread of the Light/Roulette (Single, Rock Stakk)
- 2013: Overturn the Doom (EP, Movement Records)
- 2014: Light in the Dark/No Salvation (Single, Movement Records)
- 2015: Dear Bride (Livealbum, Movement Records)
- 2016: Baryte (Album, Radtone Music)
- 2017: Ignite (Single)
- 2017: Rise (EP, Radtone Music)
- 2018: Helix (EP, Universal Music Japan)
- 2018: Live Tour 2018 Marcasite (Livealbum, Red Hill Recordings)
- 2019: Expose Your Emotions (Album, Avex Trax)
- 2021: Bloody Bride (Album, Avex Trax)